# Digitalis purpurea
Espèce
Classification APG III (2009)
Statut de conservation UICN

 LC  : Préoccupation mineure
Europe, France 
La Digitale pourpre ou Grande Digitale (Digitalis purpurea) est une espèce de plantes de la famille des Scrophulariaceae selon la classification classique, ou des Plantaginaceae selon la classification phylogénétique. C'est une grande digitale bisannuelle ou vivace, cultivée comme plante ornementale. La plante est extrêmement toxique. Elle est appelée parfois Doigtier, Gant-de-Notre-Dame, Gant-de-bergère, Gantelée, Gantière ou Gantillier.

## Étymologie et noms vernaculaires
Digitale provient du latin digitus c'est-à-dire « doigt », et se réfère à la facilité avec laquelle on peut introduire un doigt dans la corolle de la fleur. Pour la même raison, les Anglais nomment la plante foxglove, « gant de renard » et les Allemands Fingerhut, « dé à coudre ».
La Digitale pourpre possède de nombreux noms en rapport ou non avec les doigts (d'une main ou d'un gant) ou la ressemblance avec un dé à coudre : digitale pourpre, digitale commune, grande digitale, gants de Notre-Dame, gantelée, gantière, queue de loup, pavée, dé de Notre-Dame, gandio, péterolle ou claquet (les enfants faisant péter ou claquer les fleurs), gobe-mouche, etc.

## Caractéristiques botaniques

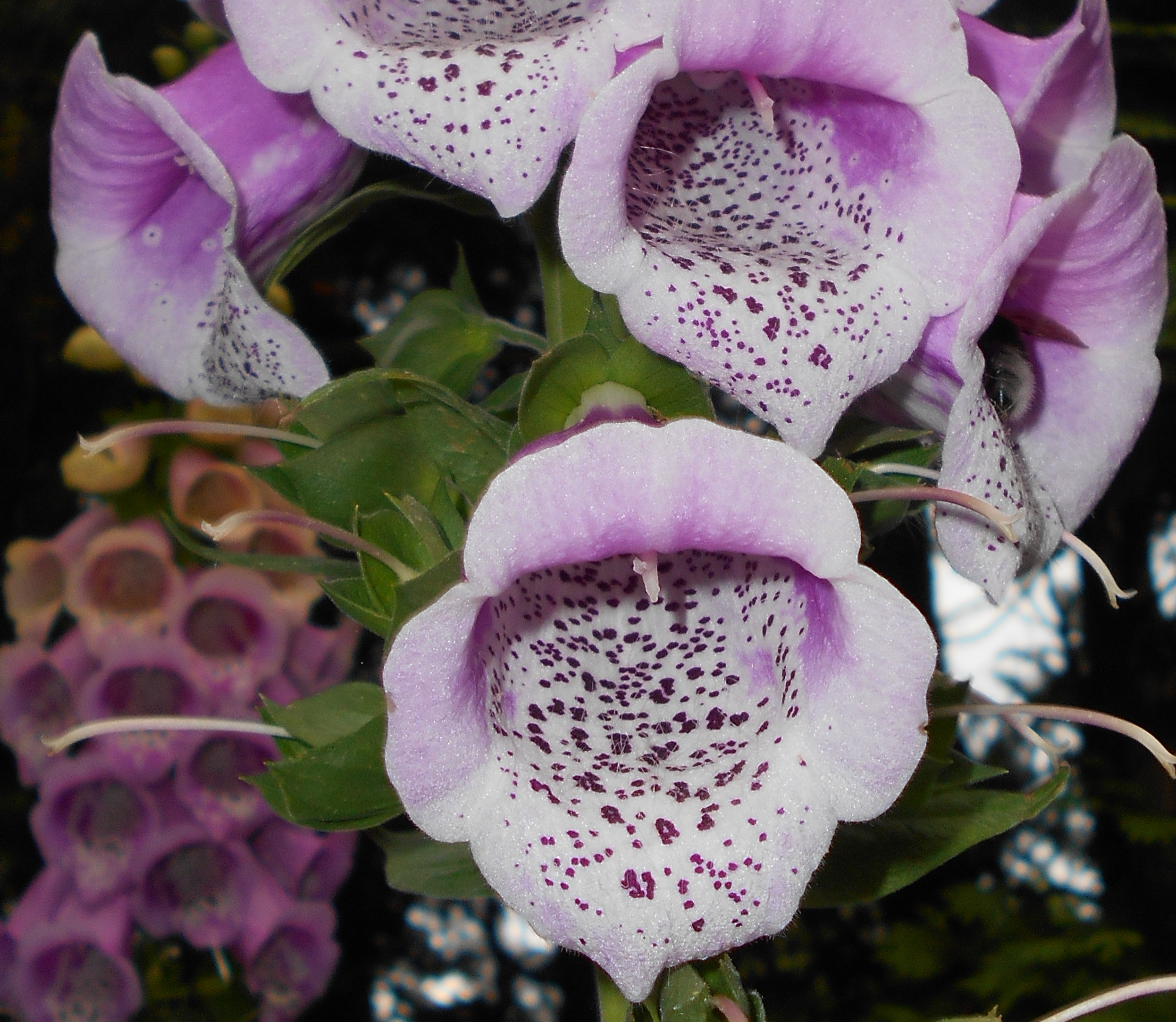
La lèvre inférieure est utilisée comme plateforme d'atterrissage par les bourdons et les taches foncées (concentration d'anthocyanes) sont des signaux optiques simulant des anthères ouverts et jouant le rôle de guide de nectar pour guider les insectes jusqu'au nectaire.

### Appareil végétatif

Diagramme floral de Digitalis purpurea.

La digitale pourpre est une bisannuelle, donnant la première année seulement une rosette dense de feuilles. Elle érige son épi floral à partir de la deuxième année. Haute de 30 cm à 2 mètres, c'est une plante tomenteuse d'apparence blanchâtre, à la tige creuse mais solide. Ses feuilles ovale à oblongues-lancéolées, non divisées, entières ou dentées, font de 10–35 cm de longueur et 5–12 cm de largeur. Les feuilles basilaires et les feuilles moyennes sont longuement pétiolées tandis que les feuilles supérieures sont subsessiles. Elles sont crénelées-dentées, mollement pubescentes et leur face inférieure tomenteuse, conférant une couleur vert grisâtre et un toucher velouté, avec présence d'un réseau particulièrement dense de nervures très saillantes d'où leur aspect gaufré.

### Appareil floral
La floraison est basifuge : les fleurs s'épanouissent en premier à la base de la hampe florale, creuse et robuste, qui fleurit de juin à septembre. Les sources de pollen et de nectar s'échelonnent ainsi durant plusieurs semaines pour les insectes. L’inflorescence est une longue grappe unilatérale de fleurs pendantes nettement zygomorphes. Le calice pubescent, hétérosépale, est constitué de 5 sépales connés formant 5 lobes ovales-oblongs, mucronés. La corolle de 4-5 cm de long sur 2 cm de large, ventrue, glabre en dehors, poilue à l'intérieur, forme des fleurs tubulaires (5 pétales soudés) légèrement bilabiées en doigt de gant, pourpre clair, parfois blanches. La lèvre supérieure comprend deux pétales uniformément colorés, la lèvre inférieure est formée de trois pièces portant des poils glanduleux et des taches rouge-vif cernées de blanc à l'intérieur de la corolle. La corolle présente un rétrécissement autour de l'ovaire, ce qui rend le nectar difficilement accessible à moins que le butineur puisse étirer une langue d'au moins 7 mm de longueur, principalement les bourdons. L'androcée a 4 étamines soudées à la corolle (2 à filet court, 2 à filet long), les  anthères étant introrses. L'ordre de maturation est de type protandre. Le pollen est dispersé par les insectes (entomogame). Le gynécée est constitué de 2 carpelles soudés en un ovaire à placentation axile à nombreux ovules, un style terminé par un stigmate bifide à maturité. Un nectaire en anneau est présent à la base de l'ovaire. Le fruit est une capsule biloculaire ovoïde tomenteuse qui libère par déhiscence septicide de ses deux valves de nombreuses petites graines verruqueuses jaune pâle de 0,1 à 0,2 mm. La dissémination est de type anémochore ou épizoochore.

## Taxonomie

### Histoire botanique
Jadis, la digitale pourpre, était considérée comme une plante magique associée à la magie blanche. En vieux pays celte, les femmes badigeonnaient les interstices du dallage de leurs chaumières avec une préparation à base de gants-de-Notre-Dame. Les forces souterraines néfastes ne pouvaient alors plus faire irruption.
La Digitale pourpre est décrite pour la première fois en 1542 par le botaniste suisse Leonhart Fuchs dans son ouvrage intitulé New Kreuterbüch.
En 1775, William Withering découvre fortuitement les propriétés tonicardiaques et diurétiques de cette plante qu'il étudie. Il publie en 1785 la description de ses essais cliniques et l'indication sur la toxicité de la digitaline dans An Account of the Foxglove and some of its Medical Uses. La digitale est cependant rapidement retirée de la pharmacopée en raison de l'instabilité et de l'imprécision des préparations, jusqu'à l'isolement en 1868 du principe actif par Claude-Adolphe Nativelle. Le pharmacien et chimiste français est parvenu à isoler la digitaline sous forme cristallisée par purification d'un extrait alcoolique de feuilles de digitale dans le chloroforme.

### Sous-espèces
- D. p. subsp. purpurea – Europe
- D. p. subsp. heywoodii – Espagne
- D. p. subsp. mariana – Espagne

## Distribution et habitat

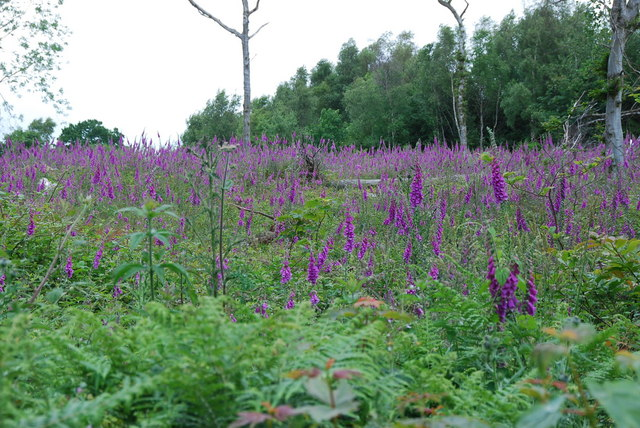
Levée de dormance des graines de Digitalis purpurea après une coupe forestière rase.

La digitale pourpre est une espèce de soleil ou de demi-ombre. Elle apprécie les sols frais, pauvres et plutôt acides : les prairies et coupes forestières, les clairières montagneuses des terrains siliceux d’Europe, les lisières, les bords de chemins ou les landes. Elle est un bioindicateur assez fiable d'un passage de l'ombre à la lumière sur sols carboné acide.
De manière générale, c'est une espèce océanique. Elle est commune dans toute la France (jusqu'à 1 000 m d'altitude dans les Alpes et 1 800 m dans les Pyrénées), mais absente des régions méditerranéennes (sauf en Corse, où elle est très commune) et des Landes. Elle est commune en Europe et dans le Nord-Est de l'Amérique du Nord.
Voici comment Chateaubriand en parle « Ce fut cette fois un espace aride, couvert de digitales, qui me fit oublier le monde » ; Pierre Loti les évoque dans Ramuntcho il y a  plus d'un siècle (1896) : « Après un rapide coup d’œil à la place du jeu de paume, ils se mettent en route par de petits chemins magnifiquement verts qui se cachent au plus creux des vallées en longeant des torrents frais. Les digitales en fleurs s’élancent partout comme de longues fusées roses au-dessus de l’amas léger et infini des fougères. »

## Propriétés médicinales
La digitale est une plante extrêmement toxique (10 g de feuilles sèches et 40 g de feuilles fraîches sont mortels pour l'homme) dont on extrait la digitaline ou digitoxine, utilisée comme tonicardiaque. Ces substances sont des glycosides cardiotoniques utilisés dans le traitement de la tachycardie et de l'arythmie cardiaque. Elle est plus prisée que la digitale jaune parce qu'elle contient plus de principes actifs que cette dernière.
La plante contient des sucres complexes (hétérosides) dont la digitoxine, la digoxygénine, la gitixoside, la digitaloside, la sapogénine, la digitonine, la digitoflavine. Ces substances régulent, ralentissent et renforcent (les 3 "R") les battements des muscles cardiaques. L’industrie pharmaceutique utilise plutôt la digoxine extraite de la digitale laineuse originaire des pays balkaniques en raison de sa résistance au gel et à sa plus forte teneur en principes actifs.

## Galerie

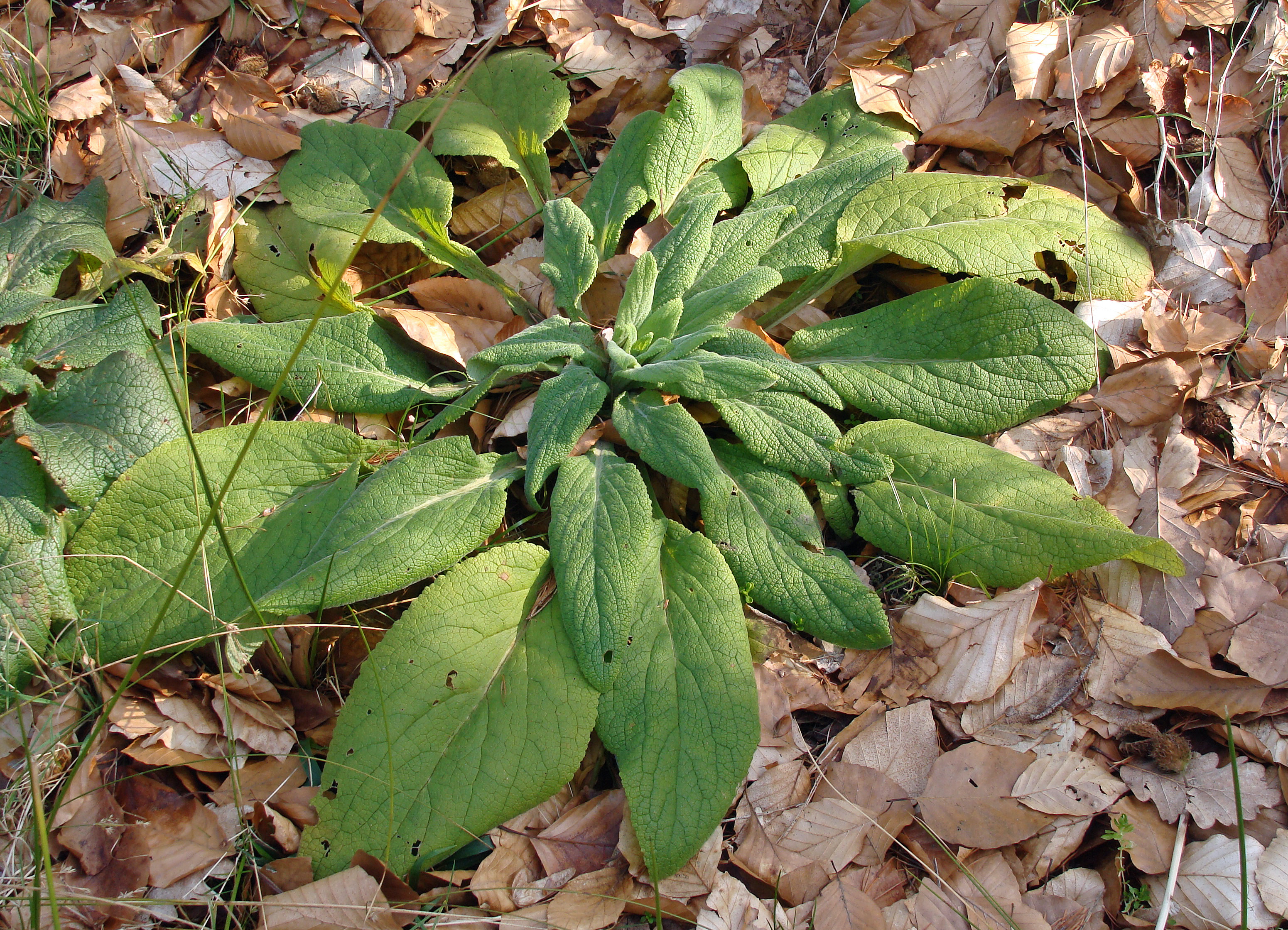
Digitalis purpurea (rosette de feuilles), forêt de Zang.
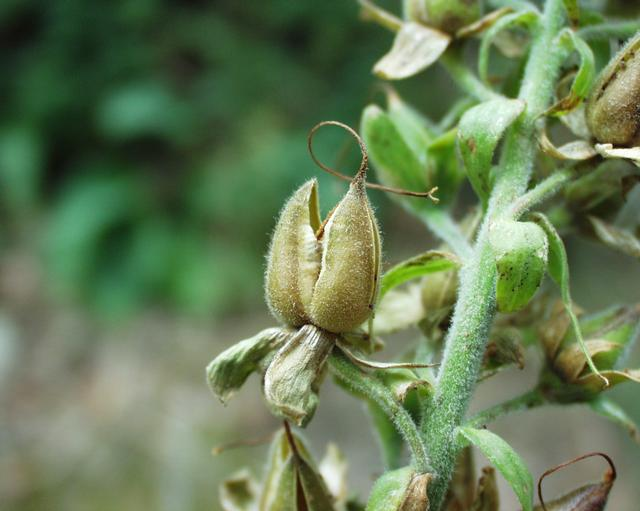
Digitalis purpurea (fruit).
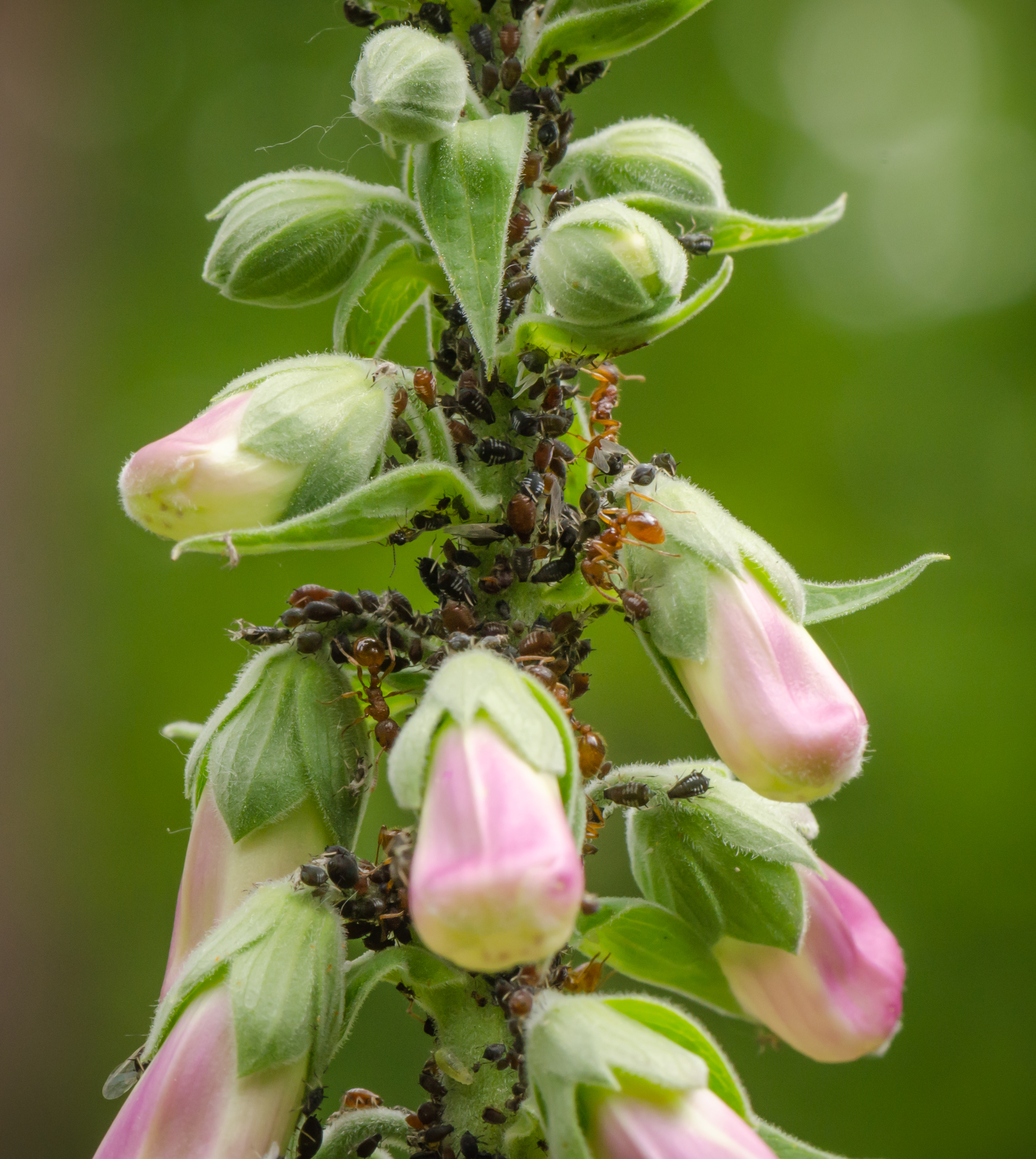
Sur une digitale, fourmis rouges élevant les pucerons noirs pour pouvoir récolter le miellat.
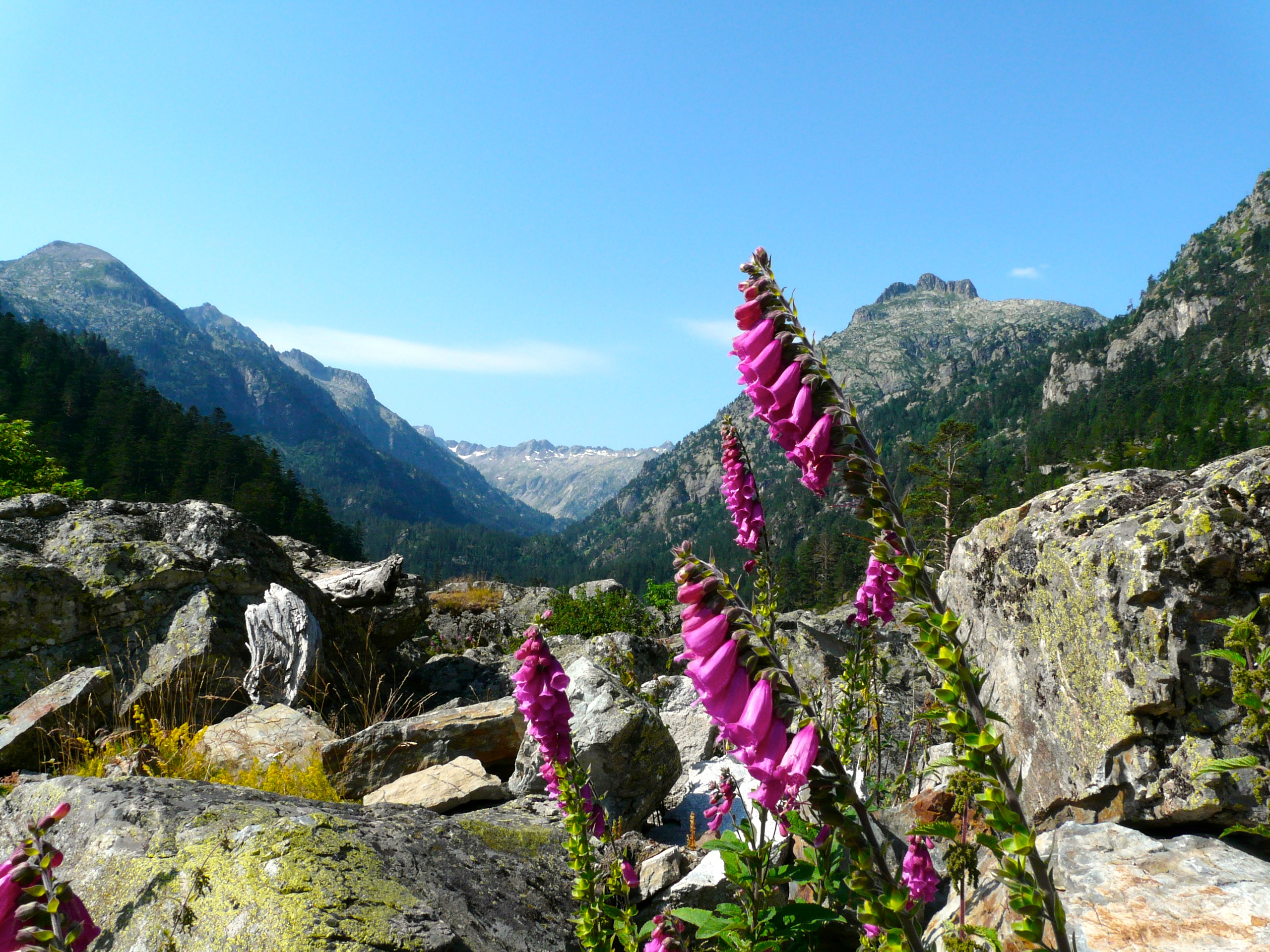
Floraison en août à 1 650 m d'altitude dans la vallée du Marcadau (Pyrénées) en sol semi-acide.
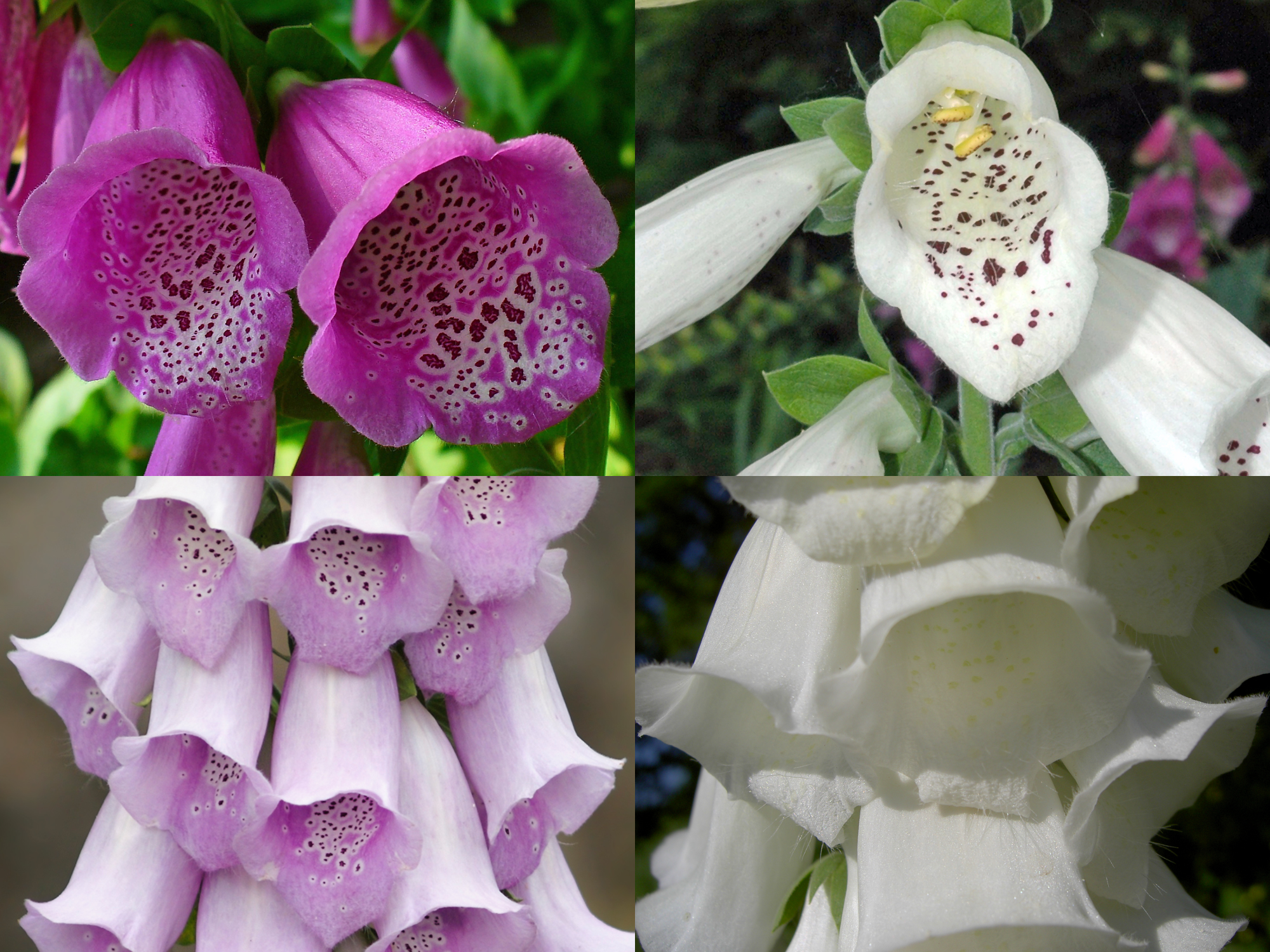
Deux gènes déterminant la couleur des pétales sont à l'origine de quatre phénotypes de Digitalis purpurea
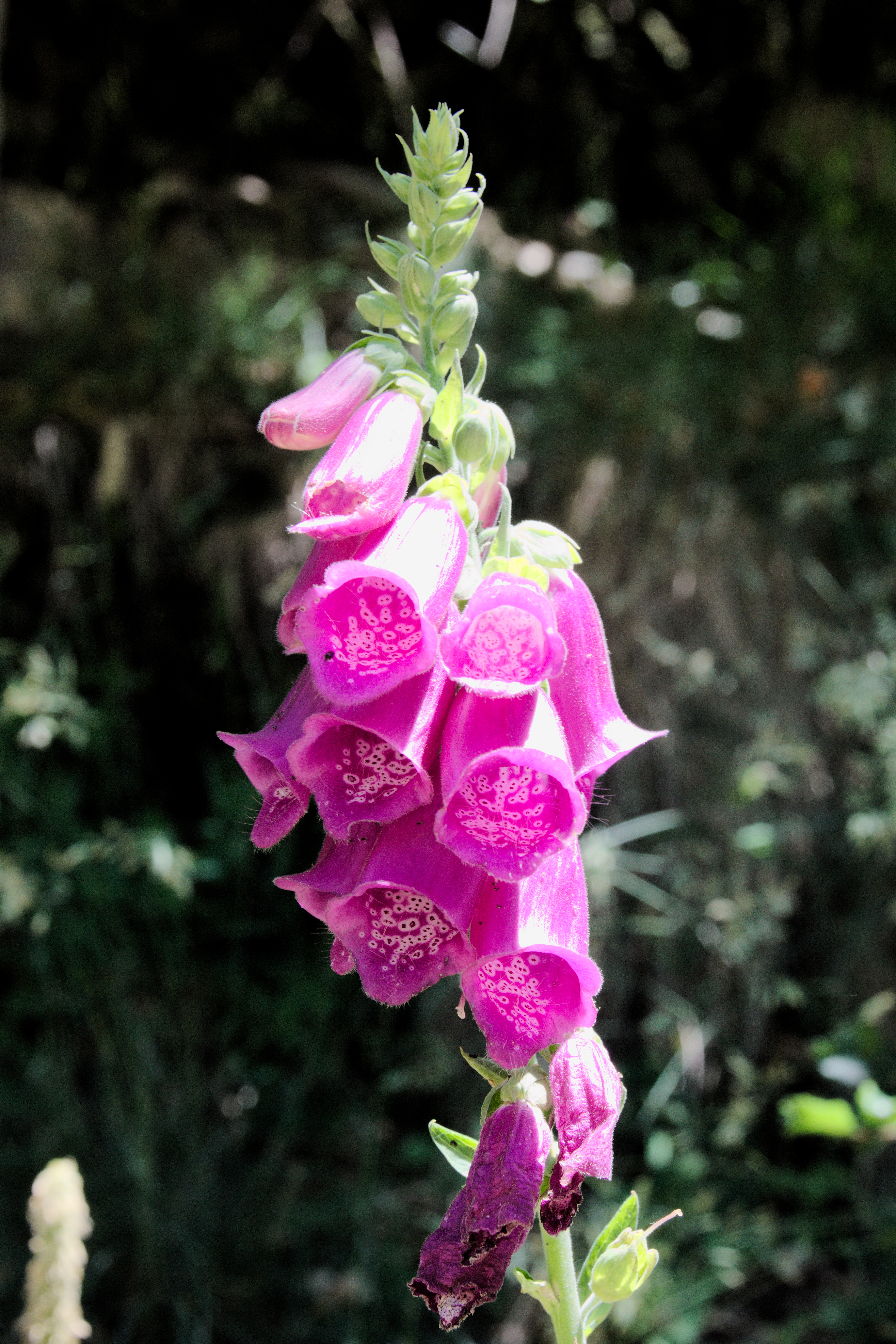
Digitalis purpurea dans le massif du mont Aigoual (fin du mois de juin).
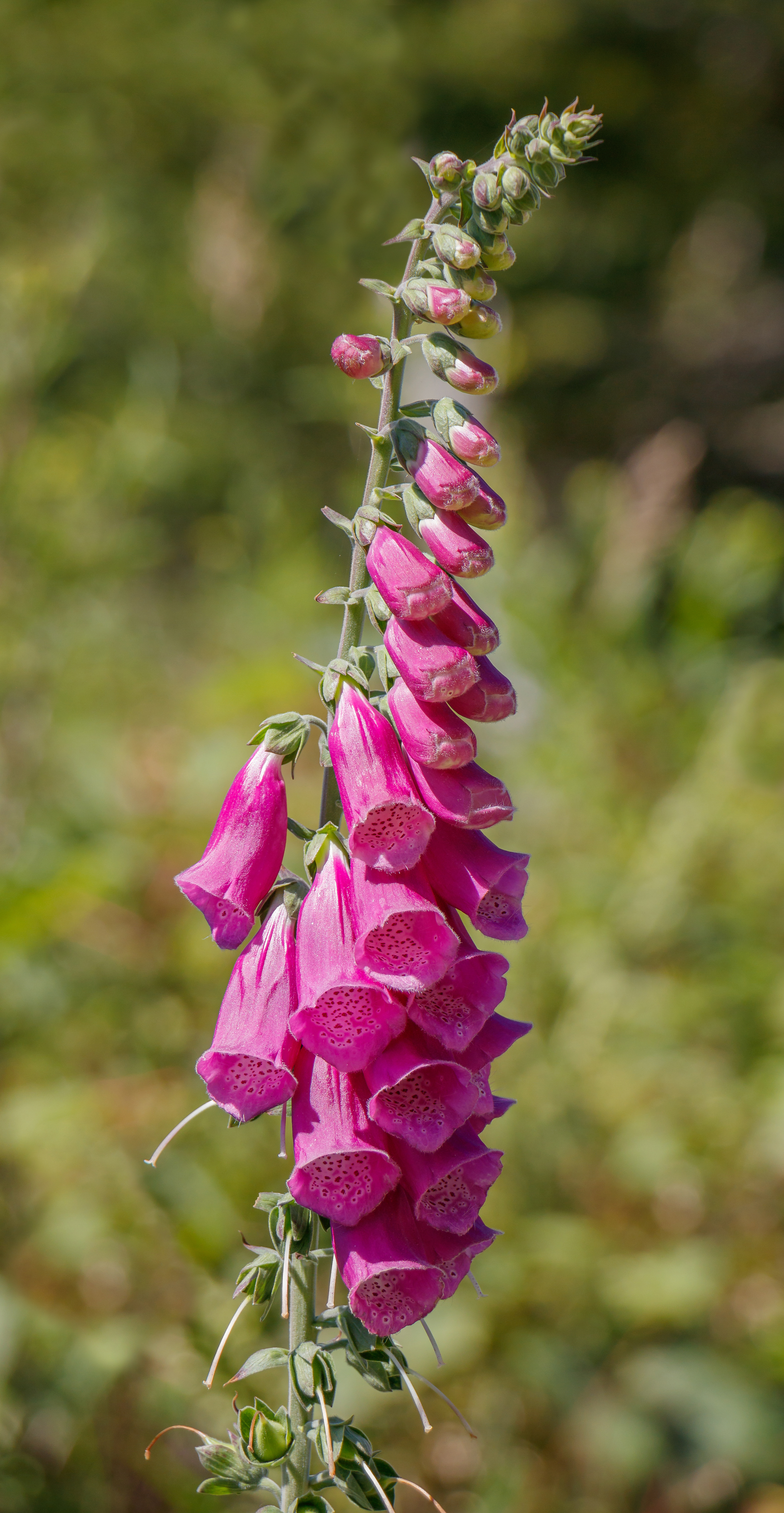
Grappe de Digitalis purpurea près du Lotharpfad en Forêt-Noire.
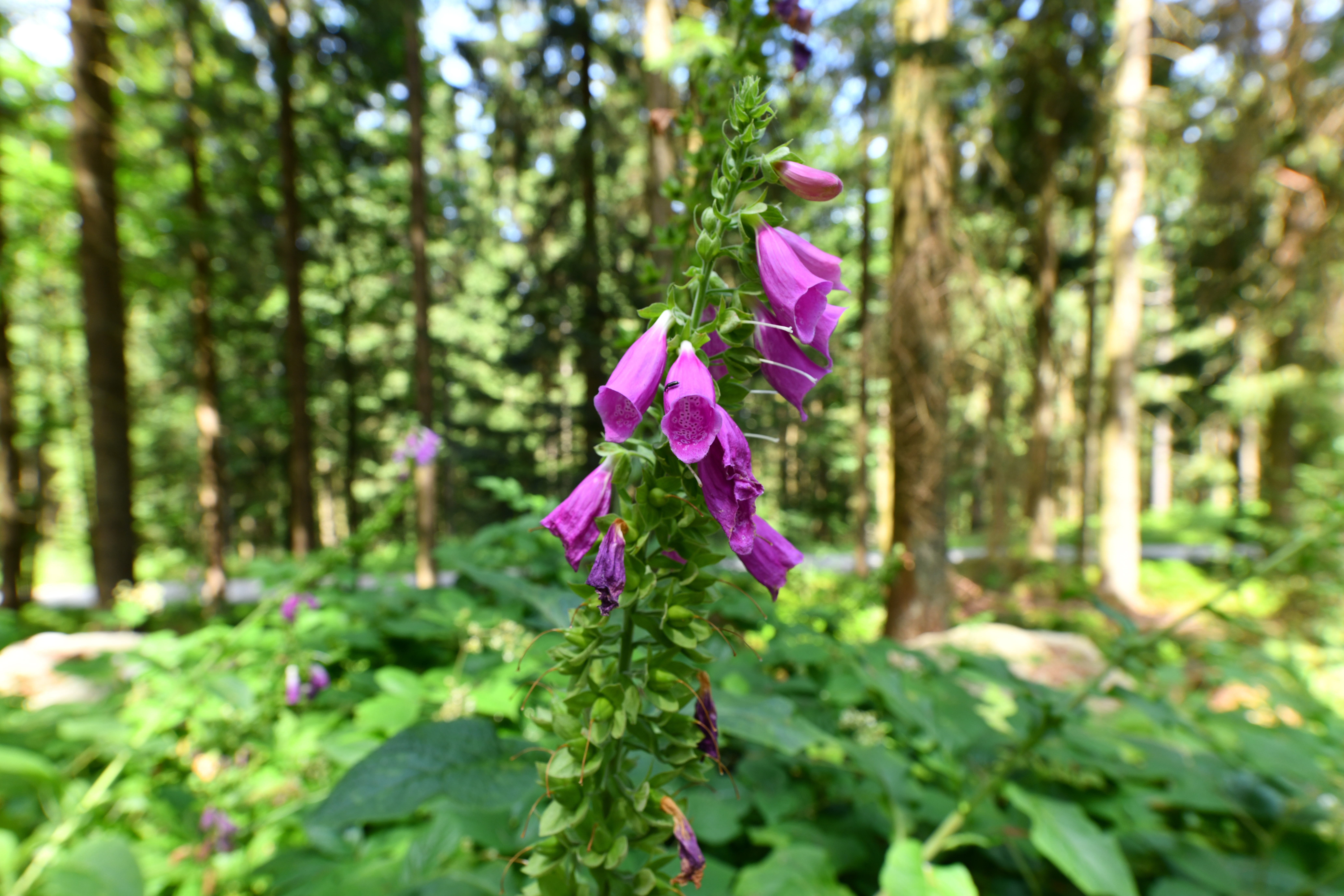
Digitalis purpurea près d'Ulrichsberg en Autriche. Juillet 2022.

## Culture
Une théorie suggère que le docteur Gachet aurait prescrit de la digitaline à Van Gogh pour traiter l'épilepsie, substance qui altèrerait la perception visuelle et teindrait la vision en jaune. Cependant, il n'existe aucune preuve directe que le peintre ait pris de la digitaline, même si Van Gogh a peint Portrait du docteur Gachet avec branche de digitale.,